# ТЕС ALSCON
4°34′9.8″ пн. ш. 7°34′21.9″ сх. д. / 4.569389° пн. ш. 7.572750° сх. д.
ТЕС ALSCON – теплова електростанція на південному сході Нігерії у штаті Аква-Ібом. Знаходиться на лівобережжі річки Імо у місті Ікот-Абасі.
Станція є важливою частиною алюмінієвого комбінату, забезпечуючи діяльність цього енергоємкого виробництва. Тут встановили шість газових турбін компанії Asea Brown Boveri типу GT13D3A з одиничною потужністю 89 МВт.
Недобудований комбінат ввели в експлуатацію у 1997-му з виробництвом на рівні 25% від проектного показника. Проте вже за два роки він зупинився і був повторно запущений лише в 2008-му, після викупу російською компанією Rusal. В наступні кілька років основною проблемою, з якої зіткнулась остання, стали перебої з постачанням палива. Так, станом на 2013 рік відбулось не менше шести тривалих «блек-аутів», які вели до значних збитків та необхідності відновлювальних робіт.
Первісно необхідний для роботи електростанції (а отже і всього комбінату) природний газ постачався із заходу по трубопроводу Eastern Network Gas Pipeline. В 2014-му ввелив  експлуатацію ще один газопровід від розташованого на схід від Ікот-Абасі газопереробного заводу Uquo, який належить місцевій нафтогазовій компанії Septa Energy. Втім, цей об’єкт також став об’єктом традиційних для тогочасної Нігерії диверсій.
Власне комбінат потребує для роботи біля 350 МВт потужності, що створює можливість суттєвих поставок зовнішнім споживачам. Проте у 2010-х роках цьому перешкоджали затримки зі спорудженням необхідної інфраструктури, яка б підключила ТЕС комбінату до енергомережі загального користування.